# Кевсалинский сельсовет
Кевсали́нский сельсове́т — упразднённое сельское поселение в составе Ипатовского района Ставропольского края Российской Федерации.
Административный центр — село Кевсала.

## География
Находилось в центральной части Ипатовского района. Общая площадь территории муниципального образования — 269,4 км². Расстояние от административного центра муниципального образования до районного центра — 25 км.

## История
Статус и границы сельского поселения установлены Законом Ставропольского края от 4 октября 2004 год № 88-КЗ «О наделении муниципальных образований Ставропольского края статусом городского, сельского поселения, городского округа, муниципального района».
Упразднено 1 мая 2017 года, все муниципальные образования района объединены в Ипатовский городской округ.

## Население
| 1989  | 2002  | 2010  | 2011  | 2012  | 2013  | 2014  | 2015  | 2016  |
| ----- | ----- | ----- | ----- | ----- | ----- | ----- | ----- | ----- |
| 3143  | ↗3863 | ↘3485 | ↘3473 | ↘3253 | ↘3190 | ↘3147 | ↗3151 | ↘3115 |
| 2017  |       |       |       |       |       |       |       |       |
| ↘3074 |       |       |       |       |       |       |       |       |

### Национальный состав
По итогам переписи населения 2010 года на территории поселения проживали следующие национальности (национальности менее 1 %, см. в сноске к строке «Другие»):
| Национальность | Численность | Процент |
| -------------- | ----------- | ------- |
| Русские        | 2940        | 84,36   |
| Цыгане         | 135         | 3,87    |
| Корейцы        | 100         | 2,87    |
| Ногайцы        | 66          | 1,89    |
| Даргинцы       | 44          | 1,26    |
| Украинцы       | 41          | 1,18    |
| Другие         | 159         | 4,56    |
| Итого          | 3485        | 100,00  |

## Состав поселения
До упразднения Кевсалинского сельсовета в состав его территории входили 4 населённых пункта:
| № | Населённый пункт | Тип населённого пункта       | Население |
| - | ---------------- | ---------------------------- | --------- |
| 1 | Верхний Кундуль  | хутор                        | →1        |
| 2 | Кевсала          | село, административный центр | ↗2818     |
| 3 | Красный Кундуль  | хутор                        | →80       |
| 4 | Средний Кундуль  | хутор                        | →33       |

## Местное самоуправление
- Совет депутатов сельского поселения Кевсалинский сельсовет (состоял из 10 депутатов, избираемых на муниципальных выборах по одномандатным избирательным округам сроком на 5 лет)[19]
- Администрация сельского поселения Кевсалинский сельсовет[19]

Главы администрации
- Максименко Сергей Николаевич, глава сельского поселения[20]

## Инфраструктура
- Социально-культурное объединение. Кевсала

## Образование
- Детский сад № 22 «Сказка». Кевсала
- Средняя общеобразовательная школа № 9. Кевсала

## Памятники
- Братская могила 360 партизан отряда Трунова, погибших в годы гражданской войны. 1918—1920, 1961 года. Кевсала[21]
- Братская могила 180 партизан отряда Трунова, погибших в годы гражданской войны. 1918—1920, 1962 года. Красный Кундуль[22]